# هيدي بوريس
هيدي بوريس (بالإنجليزية: Hedy Burress)‏ هي ممثلة أمريكية، ولدت في 3 أكتوبر 1973 في الولايات المتحدة.

## أعمال

### أفلام
- (2001) فالنتاين
- (2003) الأنيماتريكس

### مسلسلات
- عقول إجرامية
- كولد كيس
- هاوس

## وصلات خارجية
- هيدي بوريس على موقع IMDb (الإنجليزية)
- هيدي بوريس على موقع ميتاكريتيك (الإنجليزية)
- هيدي بوريس على موقع روتن توميتوز (الإنجليزية)
- هيدي بوريس على موقع ألو سيني (الفرنسية)
- هيدي بوريس على موقع أول موفي (الإنجليزية)
- هيدي بوريس على موقع قاعدة بيانات الأفلام السويدية (السويدية)
- هيدي بوريس على موقع إن إن دي بي (الإنجليزية)
- هيدي بوريس على موقع قاعدة بيانات الفيلم (الإنجليزية)
- هيدي بوريس على موقع كينوبويسك (الروسية)